# A908 road
Die A908 road ist eine A-Straße in der schottischen Council Area Clackmannanshire.

## Verlauf
Die A91 (Bannockburn–St Andrews) bildet die Hauptverkehrsachse der Hillfoots Villages südlich der Ochil Hills. Im Zentrum von Tillicoultry zweigt die A908 nach Süden von dieser ab. Vorbei an der denkmalgeschützten Art-déco-Halle Devonvale Hall führt sie durch die südlichen Ausläufer Tillicoultrys und quert den Devon. Sie erreicht das am Südufer des Flusses gelegene Devonside und knickt nach Westen ab.
Vor Fishcross dreht die A909 sukzessive nach Südwesten. Sie bildet die Hauptverkehrsstraße der Ortschaft, in der auch die B9140 kreuzt. Sie begrenzt den Schawpark Golf Course im Westen und erreicht schließlich Sauchie. Südlich der denkmalgeschützten Sauchie Parish Church mündet die aus Alva kommende B908 ein. Das südlich direkt angrenzende Alloa erreichend, mündet die B909 an einem Kreisverkehr ein. Die A908 endet nach einer Gesamtlänge von sechs Kilometern durch ihre Einmündung in die A907 (Causewayhead–Halbeath) an einem Kreisverkehr im Zentrum von Alloa.